# System obrony aktywnej

Schemat działania systemu "Arena"

System obrony aktywnej – jeden ze środków ochrony pojazdów bojowych, zabezpiecza je przed zbliżającymi się pociskami neutralizując ich systemy detekcji bądź całe pociski, zanim dotrą do celu.
Systemy obrony aktywnej można podzielić na dwie zasadnicze grupy – „miękką”, w której system stara się zmylić nadlatujący pocisk kierowany (ppk), oraz „twardą”, która bezpośrednio zwalcza wrogi pocisk przy użyciu własnego antypocisku.